# Hjördis Nordin
Hjördis Nordin (n. 2 august 1932, Lund, Malmöhus⁠(d), Suedia) este o gimnastă artistică ce a reprezentat Suedia, medaliată olimpică. A participat la o ediție a Jocurilor Olimpice (1952) în care a câștigat o medalie de aur.